# Planowanie regionalne

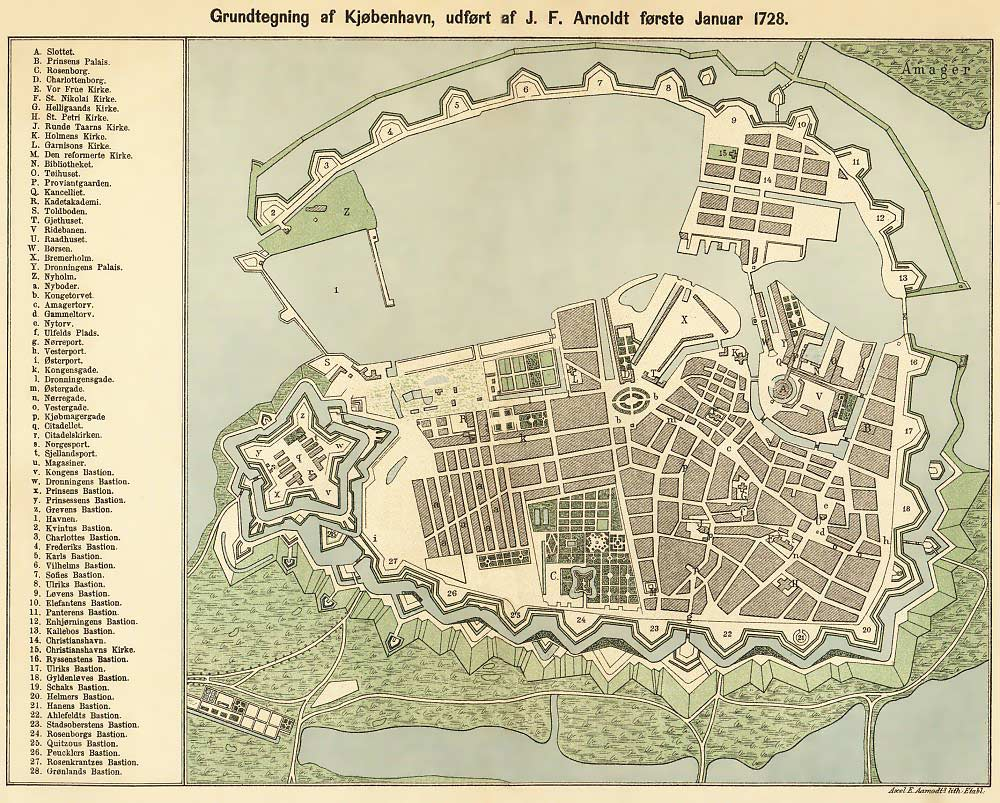
Kopenhaga w 1728

Planowanie regionalne dotyczy efektywnego rozmieszczenia i planowania działań związanych z użytkowaniem gruntów, infrastrukturą i osiedlaniem się na większej powierzchni niż pojedyncze miasto. Planowanie regionalne jest dziedziną urbanistyki. Obejmuje ono formułowanie przepisów, które będą kierować efektywnym planowaniem i zarządzaniem takimi powierzchniami. Dotyczy zarówno terenów lądowych, jak i terenów wodnych. Jest to obecnie jeden z kierunków studiów wyższych. 
W Polsce działają obecnie organizacje planowania regionalnego na szczeblach wojewódzkich oraz gminnych. 

## Historia
Pierwszą agencją planowania regionalnego z uprawnieniami do planowania była Boston Metropolitan Improvement Commission utworzona przez ustawodawcę Massachusetts w 1902 r. Siedem lat później, w 1909 r. Commercial Club of Chicago, prywatna organizacja, sfinansowała przygotowanie planu Chicago, ukończone przez zespół kierowany przez architektów z Chicago, Daniela H. Burnhama i Edwarda H. Bennetta. Szczególną rolę planowanie regionalne odegrało podczas Wielkiego Kryzysu i w latach powojennych. 
Próby normowania procesów gospodarowania przestrzenią mają w Polsce długą tradycję. Podejmowane były bezpośrednio po odzyskaniu przez Polskę niepodległości w 1918 r. Zaowocowały nowoczesną, jak na owe czasy, regulacją, rozporządzeniem Prezydenta Rzeczypospolitej z dnia 16 lutego 1928 r. o prawie budowlanym i zabudowie osiedli. W praktyce planowanie przestrzenne w Polsce międzywojennej odnosiło znaczne sukcesy, zarówno w skali lokalnej (np. społeczne osiedla mieszkaniowe, budowa od podstaw miasta portowego Gdynia, obiekty użyteczności publicznej), regionalnej (np. plan „funkcjonalnej Warszawy”) i krajowej (np. Centralny Okręg Przemysłowy). W czasach PRL planowanie regionalne miało mało istotne znaczenie. Zmiany ustrojowe, które zaszły w Polsce po 1989 r., wymusiły rewizję dotychczasowego systemu planowania przestrzennego. Po licznych dyskusjach i prezentacjach projektu nowej ustawy korygującej ten system, Sejm uchwalił w 1994 r. „Ustawę o zagospodarowaniu przestrzennym”, która zastąpiła ustawę z 1984 r. o planowaniu przestrzennym. Zmiana nazwy ustawy nie była bez znaczenia. Chodziło o zdecydowane odcięcie się od zasady poprzedniego ustroju, to jest „gospodarki planowej”. Ustawa o zagospodarowaniu przestrzennym z 1994 r. przyczyniła się do utworzenia systemu planowania przestrzennego w Polsce, który wymagał jednak daleko idącego udoskonalenia i uzupełnienia. 27 marca 2003 r. Sejm uchwalił nową Ustawę o planowaniu i zagospodarowaniu przestrzennym, która zastąpiła ustawę z 1994 r..

### Cele planowania regionalnego
- Integracja planu zagospodarowania przestrzennego dla regionu z planem regionalnym,
- Doradztwo dla wykonawców planowania urbanistycznego, innych publicznych i innych (prywatnych) organizacji planujących,
- Udział w tworzeniu i kontynuacji ogólnokrajowego planu zagospodarowania przestrzennego i planów rozwoju technicznego kraju,
- Udział w specjalistycznym planowaniu zmian w kraju oraz jego rozwój,
- Inicjatywy polityki regionalnej w celu promowania i rozwoju regionu w kontekście zarządzania regionalnego[6][8][9].